# Tam giác Rồng

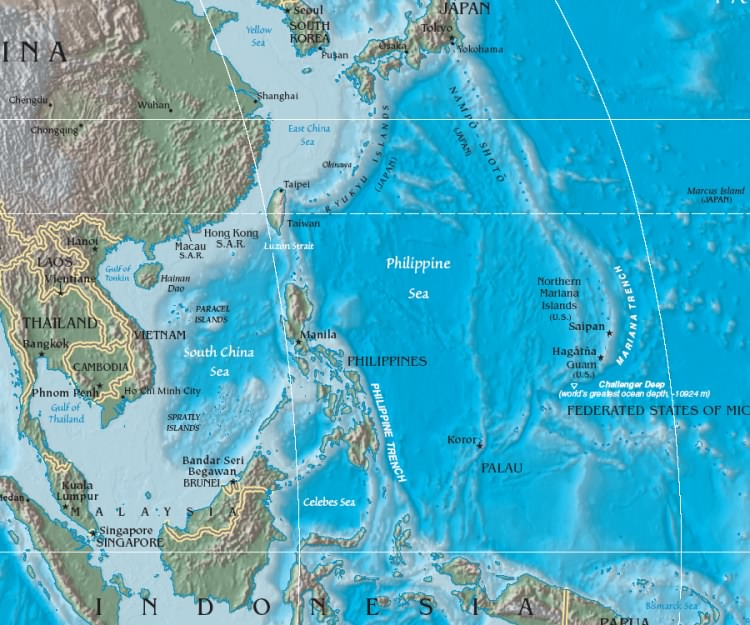
Tam giác Rồng bao phủ hầu hết phía đông bắc vùng biển Philippine.

Tam giác Rồng, còn gọi là Tam giác Formosa (Đài Loan), Biển Quỷ và "Tam giác Bermuda Thái Bình Dương", là một vùng biển thuộc Thái Bình Dương xung quanh đảo Miyake, cách Tokyo 100 km về phía nam. Tam giác Rồng đôi khi được coi là một địa điểm bí ẩn, mặc dù người ta nghi ngờ về tính xác thực của những tuyên bố này. Kích thước và diện tích thay đổi theo báo cáo (báo cáo duy nhất bắt nguồn từ những năm 1950), với các báo cáo khác nhau cách 110 kilômét (68 mi) từ một phần không xác định của bờ biển phía đông Nhật Bản, 480 kilômét (300 mi) và thậm chí nằm gần Iwo Jima, cách bờ biển 1.200 kilômét (750 mi).
Tàu nghiên cứu của Nhật Bản mà Charles Berlitz đặt tên là Kaiyo Maru No 5, có một thủy thủ đoàn 31 người trên tàu. Trong khi điều tra hoạt động của một ngọn núi lửa dưới đáy biển, Myōjin-shō, cách Tam giác Rồng khoảng 300 km về phía Nam, nó đã bị phá hủy bởi vụ phun trào vào ngày 24 tháng 9 năm 1952. Một số mảnh vụn đã được tìm ra. Ít nhất một con tàu đã cố gửi đi tín hiệu SOS. Bảy tàu khác là những chiếc thuyền đánh cá nhỏ bị mất tích từ tháng 4 năm 1949 cho đến tháng 10 năm 1953 giữa đảo Miyake và Iwo Jima, khoảng cách lên tới 1.200 kilômét (750 mi).

## Lời chỉ trích

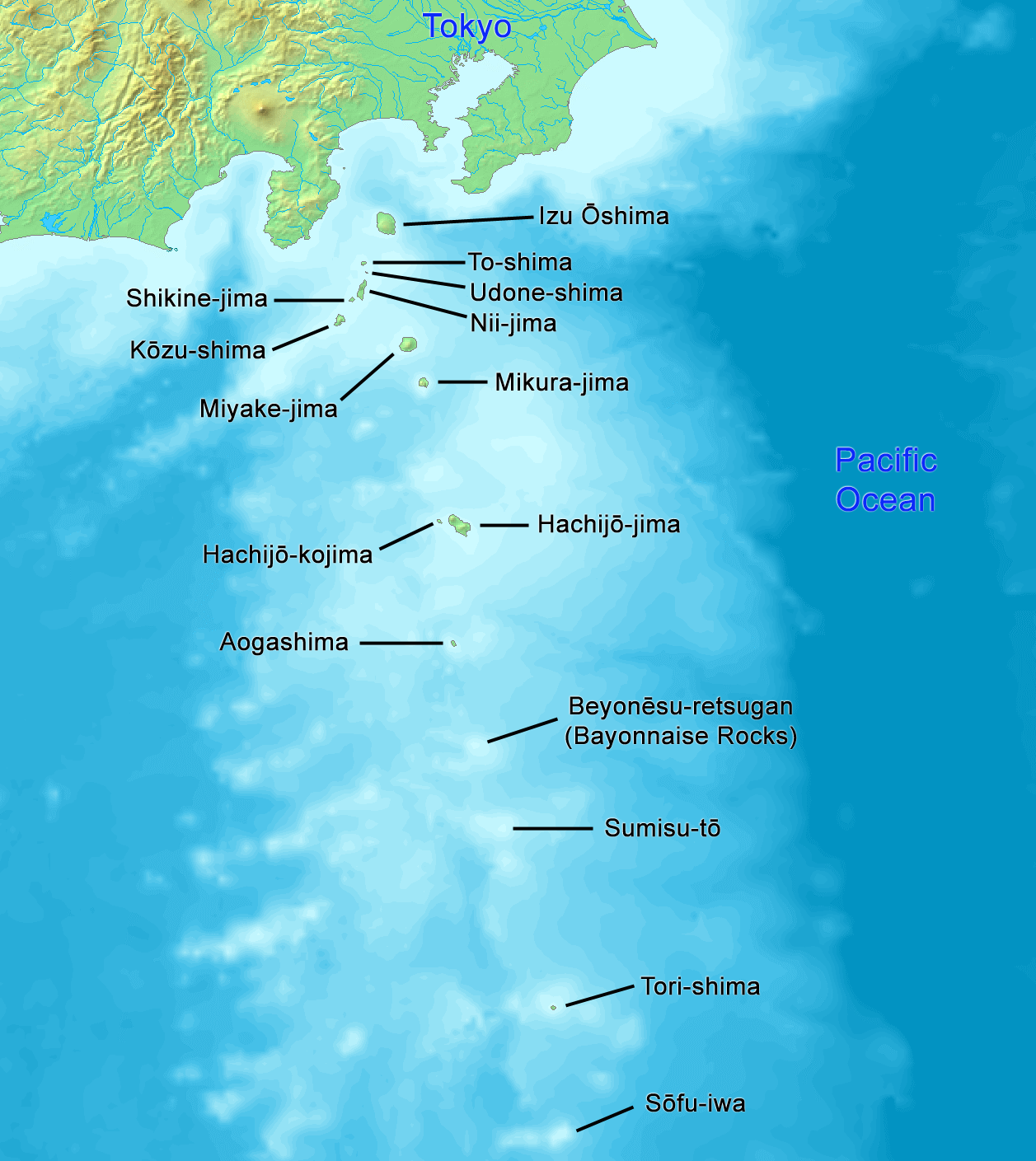
Bản đồ quần đảo Izu, trung tâm của truyền thuyết Tam giác Rồng.

Năm 1995, tác giả người Mỹ Larry Kusche xuất bản cuốn The Bermuda Triangle Mystery Solved, đã bác bỏ lời tuyên bố của Berlitz về cả Tam giác Bermuda và Tam giác Rồng. Nghiên cứu của Kusche cho thấy các tàu quân sự của Berlitz thực ra là những tàu đánh cá, và một số tàu của Berlitz đã chìm ngoài khu vực được xác định là Tam giác Rồng. Kusche cũng viết rằng tàu nghiên cứu của Nhật Bản không chở tới 100 nhân viên, mà chỉ có 31 người và rằng một ngọn núi lửa dưới đáy biển phá đã hủy hoại con tàu này vào ngày 24 tháng 9 năm 1952.
Trong quyển sách năm 1974 của Daniel Cohen nhan đề Curses, Hexes & Spells, kể rằng những huyền thoại về sự nguy hiểm của Tam giác Rồng đã quay trở lại trong nhiều thế kỷ ở Nhật Bản. Tai nạn nổi tiếng nhất của nó là chiếc No. 5 Kaiyō-Maru, một tàu nghiên cứu khoa học, bỗng dưng biến mất với sự tổn thất về nhân mạng của toàn bộ thủy thủ đoàn vào ngày 24 tháng 9 năm 1953. Với một lịch sử đầy kịch tính như vậy, người ta mong đợi có tất cả các loại thông tin về chủ đề này, đặc biệt là ở Nhật Bản. Một sự tìm tòi được hoàn tất bởi tác giả của tờ Skeptoid là Brian Dunning qua các bài viết trên sách, báo và tạp chí kể về Tam giác Rồng đã hoàn toàn sáo rỗng, cho đến 20 năm sau vụ mất tích của tàu Kaiyō-Maru. Rõ ràng, câu chuyện (ngay cả sự tồn tại của vùng biển huyền thoại này) đã không được tạo ra cho đến gần đây.
Các nghiên cứu cũng khám phá những thay đổi môi trường tự nhiên, như là nguyên nhân của sự bất thường gây tranh cãi như vậy trong Tam giác Rồng. Một trong những giải thích này là khu vực mênh mông chứa đầy lượng khí methane hydrates hiện diện ở đáy đại dương trong vùng Tam giác Rồng. Methane clathrate (khí mê-tan hydrat) sẽ "phát nổ" khi nó tăng lên trên 18 °C (64 °F). Khí methane hydrates được mô tả giống như băng đá thoát ra từ đáy biển và trồi lên, tạo thành các bong bóng trên mặt nước. Những vụ phun trào khí này có thể làm gián đoạn sức nổi và dễ dàng làm đắm một con tàu, không để lại dấu vết gì khác. Một lời giải thích cho hoạt động "siêu nhiên" tại đây có thể là do những ngọn núi lửa dưới đáy biển vốn rất phổ biến ở khu vực này. Nó khá đặc trưng cho các hòn đảo nhỏ trong Tam giác Rồng để rồi phải biến mất thường xuyên và các hòn đảo mới xuất hiện do cả núi lửa và hoạt động địa chấn. Cũng cần lưu ý rằng vì vị trí của Tam giác Rồng không được vẽ lại trên bất kỳ bản đồ thế giới chính thức nào, kích thước và chu vi khác nhau từ tác giả này cho đến tác giả khác.